# تغذية حيوانية
التغذية الحيوانية (Holozoic nutrition) (اليونانية holo تعني-متكامل؛ zoikos تعني-حيواني) هي نمط تغذية ينطوي على ابتلاع المواد العضوية السائلة أو الصلبة وهضمها وامتصاصها للاستفادة منها. وتتضمن هذه العملية امتصاص المواد المعقدة وتحويلها إلى أشكال أبسط. على سبيل المثال، يمكن تفتيت البروتينات إلى أحماض أمينية. وتقترح هذه الطريقة البلعمة التي يقوم فيها غشاء الخلية بإحاطة جسيمات الغذاء كليًا.
ومعظم الحيوانات الحية بما في ذلك البشر تظهر هذا النوع من التغذية. وفي هذا النمط من التغذية، قد يكون الطعام عبارة عن بكتيريا صغيرة أو نبات أو حيوان. وفي هذه الحالة، يتم ابتلاع الطعام أولاً داخل الجسم من خلال فتحة تُسمى الفم (الابتلاع)، ثم يتم تحويله إلى شكل بسيط قابل للذوبان بواسطة إنزيمات مختلفة (الهضم)؛ ويتم بعد ذلك امتصاص المنتجات المبسطة (الامتصاص)؛ ثم تحويل المواد الغذائية إلى مواد سائلة أو صلبة في الجسم (الاستيعاب)؛ وأخيرًا تتم إزالة الجزء غير المهضوم من الطعام من الجسم (الابتراز). هذا النوع من التغذية يحدث بشكل رئيس في الكائنات أحادية الخلية مثل الأميبا. كما يحدث لدى البشر أيضًا، وكما هو الحال بالنسبة للبشر، تتم عملية الهضم من خلال القناة الهضمية التي تتضمن جميع مراحل التغذية الحيوانية الخمس.

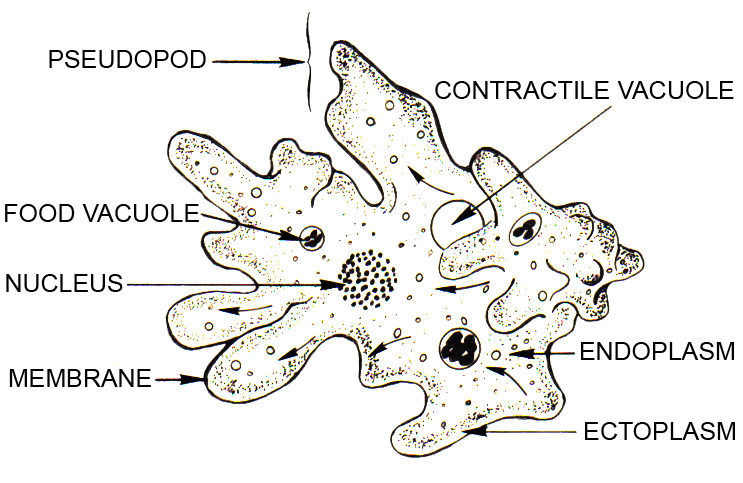
وتستخدم الأميبا التغذية الحيوانية.

هذا النوع من التغذية يأتي ضمن التغذية الغيرية وهي التغذية التي لا يستطيع فيها الكائن الحي عمل الغذاء بنفسه، ويحتاج إلى أخذ مادة عضوية من الكائنات الأخرى المحيطة به. وتتمثل الفكرة الرئيسة في أن الكائن الحي يحتاج إلى التغذية على الآخرين. وجميع الحيوانات والبشر ينفذون هذا النمط من التغذية.